# (14983) 1997 TE25
(14983) 1997 TE25 est un astéroïde de la ceinture principale d'astéroïdes découvert en 1997.

## Description
(14983) 1997 TE25 a été découvert le 12 octobre 1997 à l'observatoire Palomar, situé au nord de San Diego en Californie, par George R. Viscome.

### Caractéristiques orbitales
L'orbite de cet astéroïde est caractérisée par un demi-grand axe de 2,58 UA, un périhélie de 1,82 UA, une excentricité de 0,30 et une inclinaison de 3,94° par rapport à l'écliptique. Du fait de ces caractéristiques, à savoir un demi-grand axe compris entre 2 et 3,2 UA et un périhélie supérieur à 1,666 UA, il est classé, selon la JPL Small-Body Database, comme objet de la ceinture principale d'astéroïdes.

### Caractéristiques physiques
(14983) 1997 TE25 a une magnitude absolue (H) de 14,7 et un albédo estimé à 0,225.